# Loïck Jammes
Pour les articles homonymes, voir Jammes.

a Compétitions nationales et continentales officielles uniquement.

Dernière mise à jour le 18 décembre 2024.
Loïck Jammes, né le 10 novembre 1994, est un joueur français de rugby à XV. Il évolue au poste de talonneur à Provence Rugby.

## Biographie
Loïck Jammes est tout d'abord formé à la pratique du rugby à XV au RC Annemasse avant de rejoindre le FC Grenoble en catégorie des moins de 17 ans.
À partir de la saison 2017-2018, il rejoint le SU Agen.
En 2018, après seulement une saison au SU Agen, il rejoint le CA Brive.
Après une saison en Corrèze, il signe pour Provence Rugby.
Loïck Jammes et deux autres anciens rugbymen du Football Club de Grenoble rugby accusés de viol collectif en 2017 sur une étudiante de vingt ans, puis licenciés par l'ancien président du FCG Éric Pilaud sont jugés en décembre 2024.
Loïck Jammes et l’Irlandais Denis Coulson (reconverti dans le BTP) sont condamnés à quatorze ans de prison et le Néo-Zélandais Rory Grice (Oyonnax Rugby) à douze ans de prison.
Par ailleurs l’Irlandais Chris Farrell (Oyonnax Rugby) est condamné à quatre ans de prison, dont deux avec sursis, et le Néo-Zélandais Dylan Hayes (en) (retraite sportive) à deux ans avec sursis pour avoir assisté au viol sans être intervenus,.

## Palmarès
- Vice-champion de Pro D2 en 2019 avec le CA Brive.